# Бернекер, Эрих
Эрих Карл Бернекер (нем. Erich Karl Berneker; 3 февраля 1874 года ― 15 марта 1937 года) ― немецкий лингвист, славист и балтист, представитель школы младограмматиков.
Эрих Беннекер родился в Кёнигсберге в 1874 году. Он учился в Лейпцигском университете у профессора славистики Августа Лескена. В 1895 году он получил докторскую степень, защитив диссертацию на тему прусского языка, составив тексты на нём, грамматику и этимологический словарь. После этого он уехал в Россию на годичное обучение. В 1899 году он прошёл хабилитацию, написав сочинение о порядке слов в славянских языках (Берлин, 1900 г.). Он занимал должность приват-доцента в Берлине с 1902 года, доцента в Праге, профессора с 1908 года в Бреслау, а с 1911 года ― и в Мюнхене.
Эрих Беннекер ныне наиболее известен как автор славянского этимологического словаря (буквы A-morъ, 1908―1914). В нём он собрал сохранившуюся славянскую лексику, поместил её в контекст индоевропейской языковой семьи и прокомментировал наиболее важные заимствования в славянских языках. Хотя этот словарь был неполным, он оказал существенное влияние на будущую исследовательскую работу на тему славянской этимологии.
Принимал участие в подготовке к публикации Зрлангенской рукописи.
Умер в Мюнхене в 1937 году.